# Resolutie 1681 Veiligheidsraad Verenigde Naties
Resolutie 1681 van de Veiligheidsraad van de Verenigde Naties werd unaniem door de VN-Veiligheidsraad aangenomen op 31 mei 2006 en verlengde de waarnemingsmissie aan de grens tussen Ethiopië en Eritrea met vier maanden.

## Achtergrond
Na de Tweede Wereldoorlog werd Eritrea bij Ethiopië gevoegd als een federatie. In 1962 maakte keizer Haile Selassie er een provincie van, waarop de Eritrese Onafhankelijkheidsoorlog begon. In 1991 bereikte Eritrea na een volksraadpleging die onafhankelijkheid. Er bleef echter onenigheid over een aantal grensplaatsen.
In 1998 viel Eritrea de stad Badme binnen, gevolgd door de bezetting van de rest van de Yirga Driehoek. Volgens Eritrea ging het historisch gezien om Eritrees grondgebied. Het lukte Ethiopië het gebied uiteindelijk weer in handen te krijgen, maar de gevechten kostten beide landen duizenden levens en miljarden dollars. 
In 2000 werd in Algiers een akkoord bereikt en een 25 kilometer brede veiligheidszone ingesteld die door de UNMEE-vredesmacht wordt bewaakt. Een gezamenlijke grenscommissie wees onder meer de stad Badme toe aan Eritrea, maar anno 2018 wordt het gebied nog steeds door Ethiopië bezet.

## Inhoud

### Waarnemingen
Ethiopië en Eritrea moesten de beslissing van de grenscommissie, die de grens tussen beide landen afbakende, onverwijld uitvoeren als basis van een vreedzame relatie tussen de partijen. Ook moesten ze de tijdelijke veiligheidszone rond die grens respecteren.

### Handelingen
Het mandaat van de UNMEE-waarnemingsmacht werd met vier maanden verlengd, tot 30 september 2006. De Veiligheidsraad autoriseerde ook een herconfiguratie van het militaire component. Dat mocht nu uit 2300 troepen, waaronder 230 militaire waarnemers, bestaan.
De twee partijen werden opgeroepen resolutie 1640 na te leven en samen te werken met de grenscommissie om de afbakening te hervatten. Ten slotte moesten ze ook de nodige medewerking verlenen aan UNMEE en elke beperking die de macht werd opgelegd opheffen.

## Verwante resoluties
- Resolutie 1670 Veiligheidsraad Verenigde Naties
- Resolutie 1678 Veiligheidsraad Verenigde Naties
- Resolutie 1710 Veiligheidsraad Verenigde Naties
- Resolutie 1741 Veiligheidsraad Verenigde Naties (2007)

Lijst ·  1652 ·  1653 ·  1654 ·  1655 ·  1656 ·  1657 ·  1658 ·  1659 ·  1660 ·  1661 ·  1662 ·  1663 ·  1664 ·  1665 ·  1666 ·  1667 ·  1668 ·  1669 ·  1670 ·  1671 ·  1672 ·  1673 ·  1674 ·  1675 ·  1676 ·  1677 ·  1678 ·  1679 ·  1680 ·  1681 ·  1682 ·  1683 ·  1684 ·  1685 ·  1686 ·  1687 ·  1688 ·  1689 ·  1690 ·  1691 ·  1692 ·  1693 ·  1694 ·  1695 ·  1696 ·  1697 ·  1698 ·  1699 ·  1700 ·  1701 ·  1702 ·  1703 ·  1704 ·  1705 ·  1706 ·  1707 ·  1708 ·  1709 ·  1710 ·  1711 ·  1712 ·  1713 ·  1714 ·  1715 ·  1716 ·  1717 ·  1718 ·  1719 ·  1720 ·  1721 ·  1722 ·  1723 ·  1724 ·  1725 ·  1726 ·  1727 ·  1728 ·  1729 ·  1730 ·  1731 ·  1732 ·  1733 ·  1734 ·  1735 ·  1736 ·  1737 ·  1738